# Czernina Dolna (Góra)
Czernina Dolna (deutsch Nieder Tschirnau, Nieder Lesten (1937–1945)) ist ein Dorf in der Stadt- und Landgemeinde Góra im Powiat Górowski der Woiwodschaft Niederschlesien in Polen. Es liegt etwa neun Kilometer nordöstlich von der Stadt Góra und hat etwa 292 Einwohner.